# Покушение на Евгения Кушнарёва

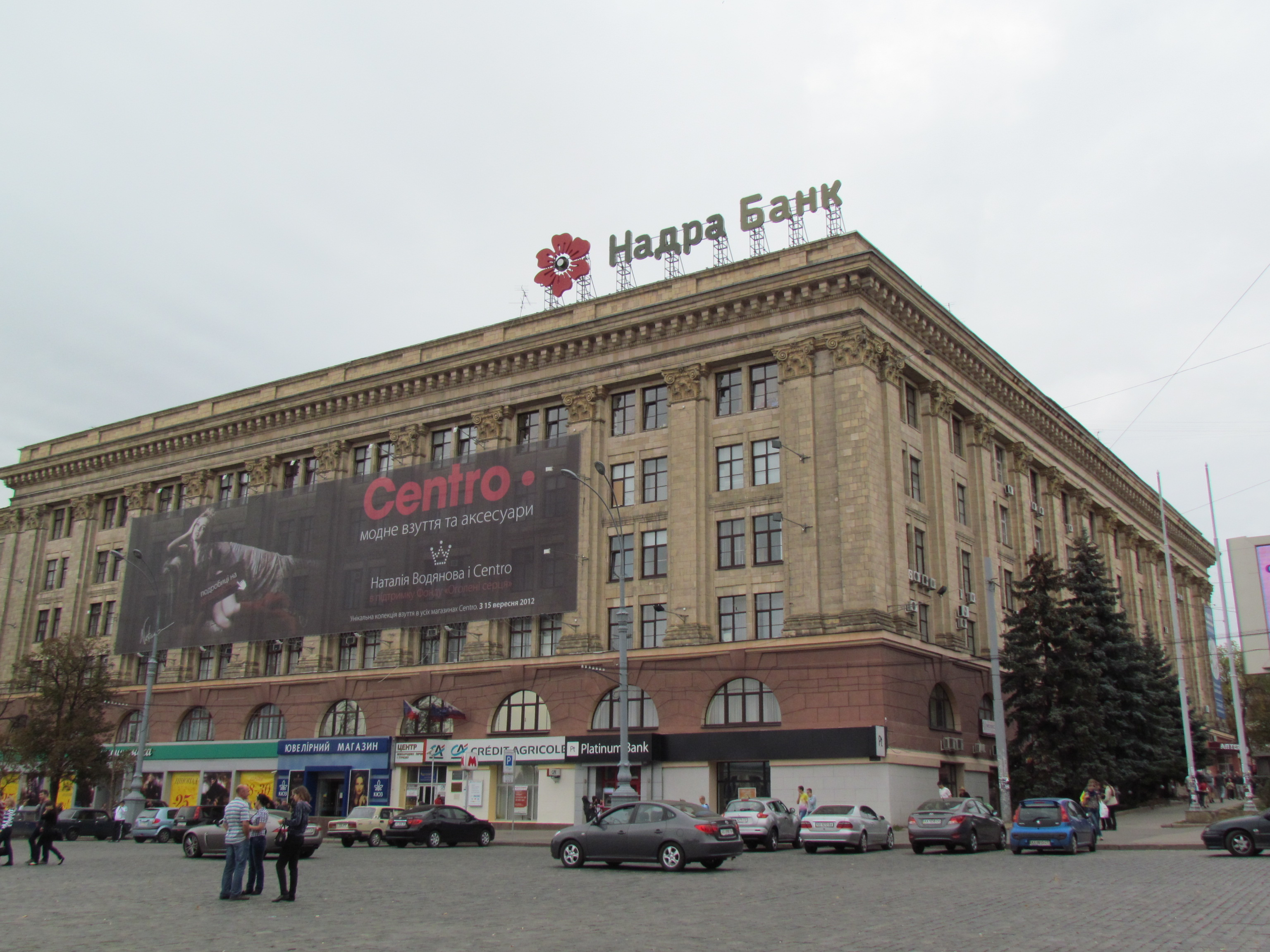
Здание в Харькове по адресу улица Сумская, 39. Во время избирательной кампании парламентских выборов на Украине 2006 года здесь располагался областной предвыборный штаб Партии регионов

Вечером 21 марта 2006 года в Харькове около 20:15 в вестибюле здания по адресу улица Сумская, 39, который в это время являлся предвыборным штабом оппозиционной Партии регионов, сработало взрывное устройство. В результате взрыва никто серьёзно не пострадал, но это событие называлось попыткой покушения на жизнь руководителя избирательной кампании Партии регионов, украинского политика и государственного деятеля Евгения Кушнарёва.
Покушение широко освещалось в средствах массовой информации, а также получило дополнительный резонанс в связи с последующим убийством Евгения Кушнарёва, которое произошло через несколько месяцев, в январе 2007 года.

## Ход события

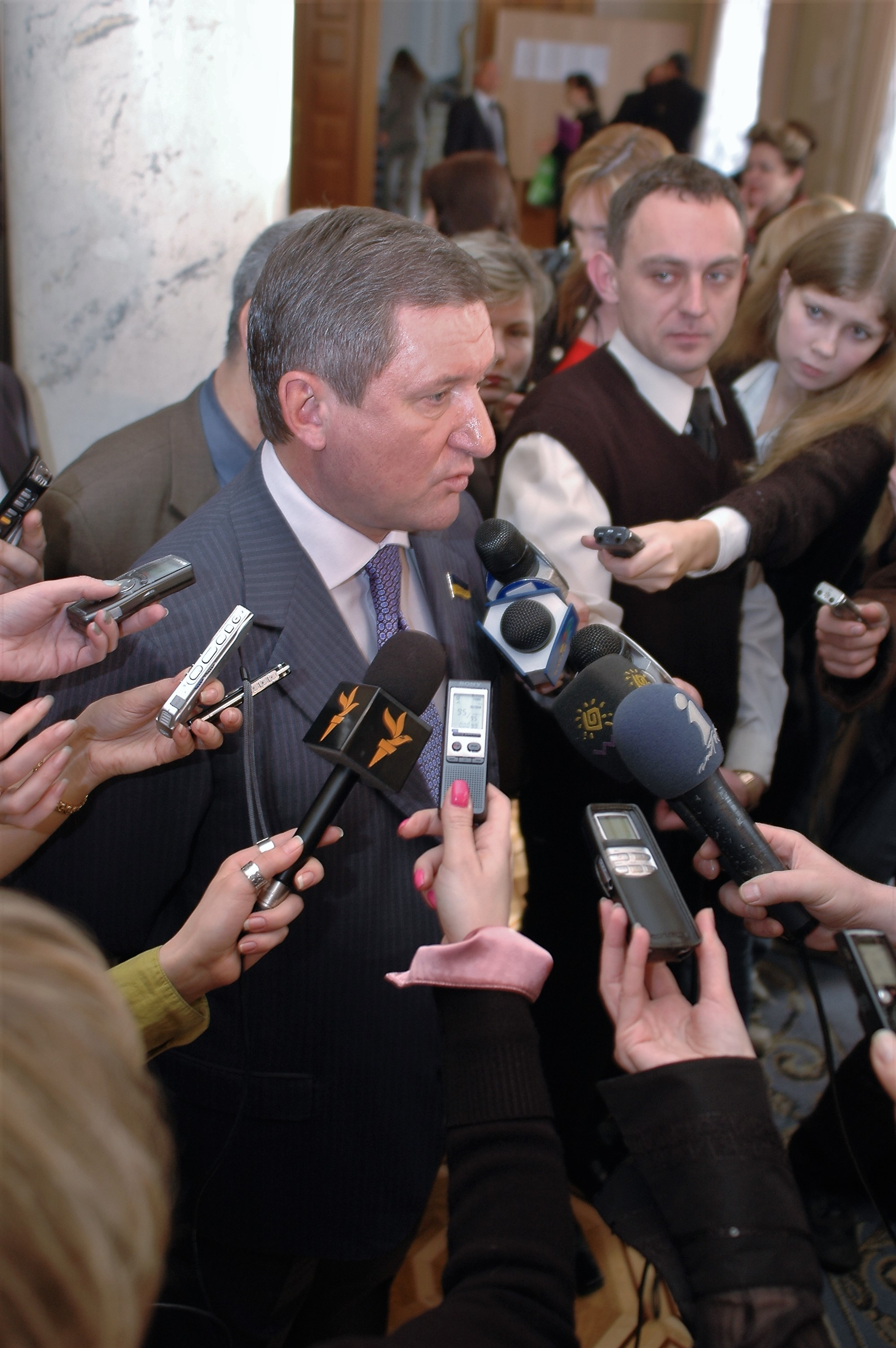
Евгений Кушнарёв, 12 января 2007 года

По информации председателя харьковской городской организации Партии Регионов Александра Кривцова, взрывное устройство сработало в момент, когда Евгений Кушнарёв выходил из здания харьковского областного штаба Партии регионов в вестибюле здания. «У выхода из здания во двор они остановились, чтобы пропустить женщину, которая входила в здание со двора. После того, как женщина прошла, они успели сделать только один шаг, когда между двумя дверьми выхода во двор раздался взрыв достаточно мощной силы» — сообщил политик.
По данным следствия, взрывное устройство было установлено между двумя дверьми. Взрыв произошёл, когда телохранитель Кушнарёва Игорь Бударный открыл первую дверь. «Он оттолкнул Евгения Кушнарева, упал сверху на политика, тем самым, прикрыв его собой». В результате взрыва никто серьёзно не пострадал. Взрывное устройство было начинено гайками.
Сам Евгений Кушнарёв прокомментировал событие следующим образом:

Меня швырнуло в сторону, охранник полетел на меня, а я зацепил второго охранника. Потом меня куда-то уже вели, все дрожало…

По информации СМИ, Кушнарёв отделался лёгкой контузией. Его отвели в кабинет, где он вскоре пришёл в себя и уже через несколько минут отправился в студию компании АТН на запланированные на 21:30 теледебаты с представителем партии власти «Наша Украина» и главой администрации Харьковской области Арсеном Аваковым.

## Расследование
По горячим следам найти виновного в организации взрыва не удалось. Спустя несколько месяцев, 16 января 2007 года Кушнарёв был смертельно ранен огнестрельным оружием во время охоты около села Красный Шахтёр Изюмского района Харьковской области и 17 января скончался в городской больнице города Изюм.
31 января 2008 года начались судебные слушания по делу о взрыве и покушении на Кушнарёва в марте 2006 года. В апреле 2008 года Червонозаводским судом города Харькова в организации взрыва было предъявлено обвинение бывшему охраннику Евгения Кушнарёва Игорю Бударному и пиротехнику Владимиру Примаку, которые были приговорены к шести и трем годам лишения свободы соответственно. Примак признался в изготовлении взрывного устройства по просьбе Игоря Бударного с целью «тренировки охранников», а Бударный сообщил ему, что взрыв будет осуществлен с ведома Евгения Кушнарёва.

## Оценки
Спустя несколько лет после покушения ряд средств массовой информации с подачи признательных показаний Игоря Бударного распространили информацию о том, что покушение на Кушнарёва в марте 2006 года являлось имитацией, осуществлённой с ведома политика. Официальное следствие данную информацию не подтвердило.